# 秘密花園 (英語小說)
《秘密花園》（英語：The Secret Garden）是英國作家法蘭西絲·霍森·柏納特創作的一部小說，於1909年出版，被廣泛的認為是兒童文學的經典代表之一。《秘密花園》曾多次被改編成電影與電視劇。
女主角玛丽·伦诺克斯從小就出生於印度的富裕家庭，但她並不快樂，於是令瑪麗變得驕縱，甚至不懂得穿衣服而要別人服侍。
她的父母因霍亂雙亡後，搬進姑丈家中，並展開了全新的生活。在那裡，她開始結交了一些朋友，如：老園丁、女僕瑪莎、瑪莎的弟弟迪克，亦使她漸漸敞開心靈。她不但改掉了壞脾氣，而且個性也變得開朗。
她聽說家中有一個秘密花園是死去的姑姑最喜歡的。然而，這個花園奪去了姑姑的生命，所以姑丈也把進入花園的鑰匙埋在泥土裏而沒有人發現。
後來瑪麗發現了秘密花園的鑰匙，生活因此而變得有趣。她發現姑丈有一個兒子叫柯林。柯林的處境和以前的瑪麗很相似：他們從小便失去了雙親的關懷。柯林在這樣的環境下感到非常孤單，就和瑪麗當初一樣。
瑪麗和她的朋友們帶領柯林走出這個陰霾，利用關懷帶來的溫暖改變柯林，他的身體亦因此而強壯起來。之後他們也在秘密花園中發生了許多動容感人的故事。与此同时，姑丈的精神状态也在逐渐好转。在一个平静祥和的梦中，他听到已故的妻子呼唤他的名字，让他到花园里找她。于是当他收到来自家里的信件时，他决定遵从梦的指引回家。
当姑丈在秘密花园看見自己的兒子生气勃勃的样子时，開心得幾乎不能相信自己的雙眼。

## 創作背景

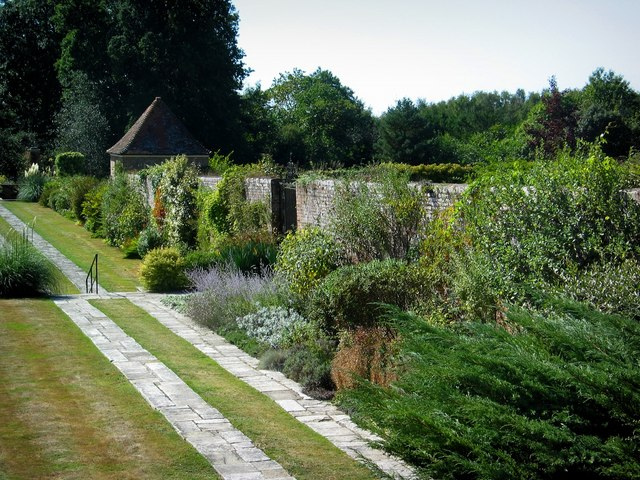
梅森大廈。

作者柏納特於1898年至1907年間住在肯特郡的梅森大廈，在這段期間，她無意中透過一扇隱藏在藤蔓中的小門發現了莊園旁被廢棄的玫瑰花園，還與知更鳥成為朋友。後來柏納特以這段經歷為藍本創作了《秘密花園》。

## 殊榮
- 2003年，在英國廣播公司「大閱讀」民意調查活動（英國民眾最喜愛的小說）中名列第51位[4]。
- 2007年3月，在英國《衛報》評選的「生命中不可缺少的一百本書」中名列第73位[1]。

## 外部連結
- The Secret Garden - 古腾堡计划 (plain text and HTML illustrated).
- The Secret Garden, available at Internet Archive. New York : F. A. Stokes, 1911 (color scanned book).
- The Secret Garden （页面存档备份，存于）, available at Librivox (audiobook).
- The Secret Garden (PDF, PDB and LIT formats).